# Escaladă

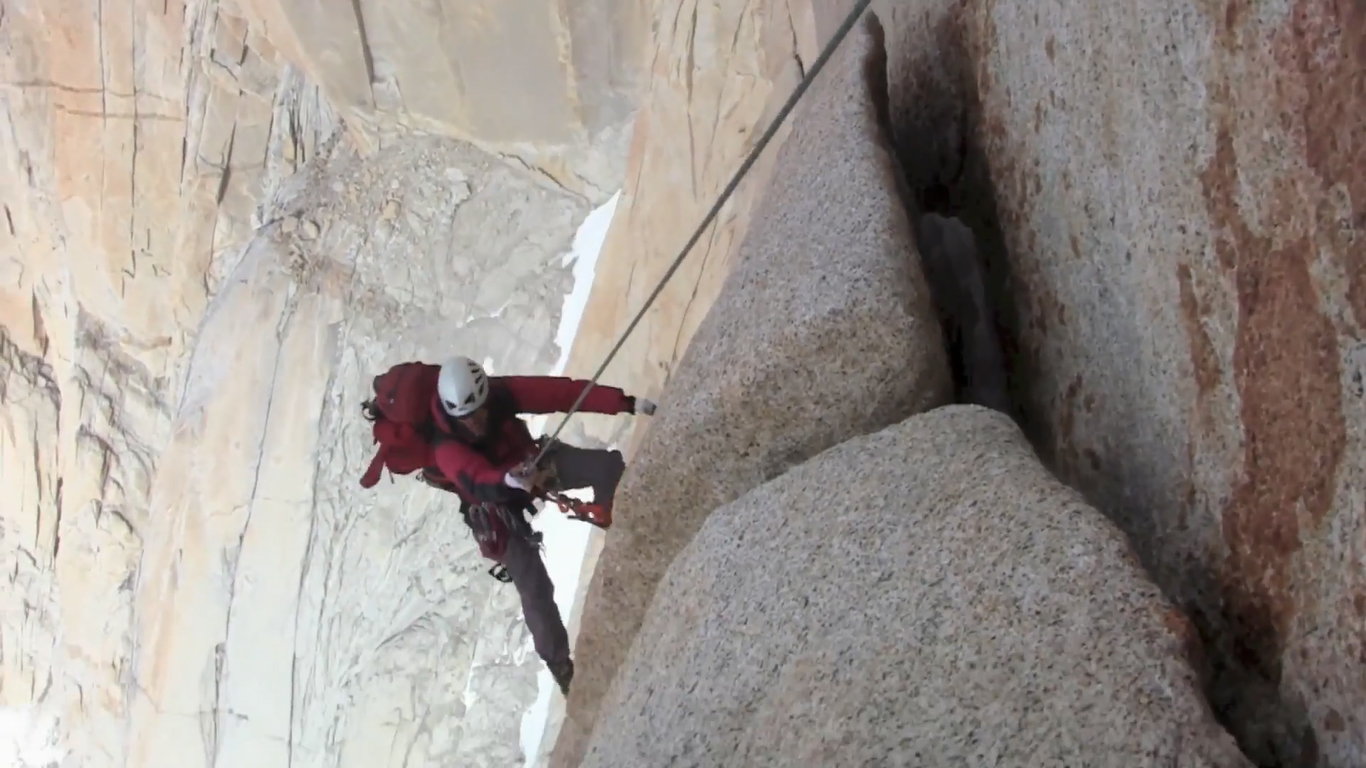
Alpiniști în Mount Fitz Roy, Argentina

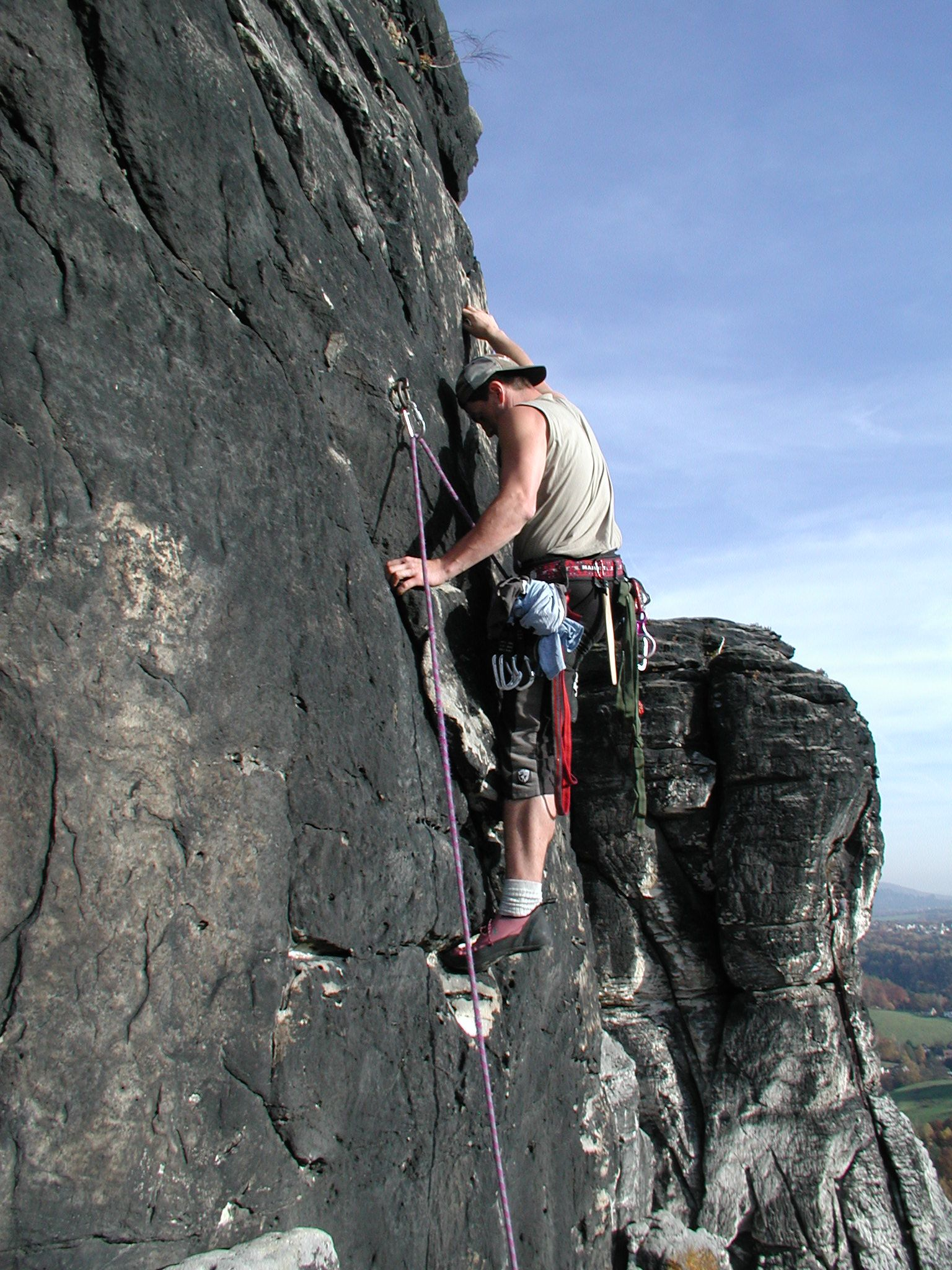
Cățărare

Escalada sau cățărarea (în engleză climbing) este activitatea ce presupune utilizarea mâinilor, picioarelor sau orice altă parte a corpului pentru trecerea peste un obstacol escalând un perete natural sau artificial. Urcarea poate avea loc și pe orice structura urbană outdoor sau indoor. 
Cățărarea a devenit un sport oficial al Jocurilor Olimpice în 2021, lucru întârzâiat din cauza pandemiei de coronaviroză.

## Istoric
În timpul evoluției speciei umane se presupune, cățăratul pe arbori sau stânci a oferit o salvare omului preistoric în caz de pericol. În nordul ținutului Fränkische Schweiz (Elveția franconă), Germania s-au găsit desene pe lut care atestă existența cățăratului din perioada anilor 800 - 400 î.e.n. În evul mediu construirea cetăților pe înălțimi a creat o stare de siguranță a oamenilor față de o agresiune din afară. Cățăratul ca sport este cunoscut de exemplu în Germania din anii 1800, primele dovezi istorice au fost găsite în Sächsische Schweiz

## Tipuri de escaladă

### Escalada liberă
Prin escaladă liberă (numită și cățărare liberă sau free climbing) ne referim la stilul de escaladă în care cățărătorul se confruntă cu progresia cu singura utilizare a corpului: mâinile goale, picioarele (în mod normal, cu încălțăminte de escaladă), dar și prin susținerea și prin potrivirea întregului corp sau părți ale acestuia la formele peretelui.
Aceasta nu exclude neapărat utilizarea echipamentelor, cum ar fi frânghia, hamul, carabinierele, piulițe, dar acest echipament este utilizat exclusiv pentru asigurare, adică pentru siguranță sau pentru a limita pagube în caz de cădere.

#### Escalada sportivă
Escalada sportivă se poate efectua atât pe stâncă, cât și pe structuri artificiale și constă în depășirea obstacolelor ale suprafețelor, beneficiind de puncte de asigurare fixe, la fața locului. Acest tip de protecție este, de obicei, formată din ancore chimice și mecanice, însă, chiar și așa, este responsabilitatea fiecărui practicant în parte să se asigure că asigurările întâlnite pe parcurs, în traseu/ stâncă, sunt în bune condiții înainte de a le folosi.
Deoarece cățărătorul nu trebuie să își plaseze singur asigurările, se poate concentra pe mișcările propriu-zise, pentru a progresa către un standard tehnic mai înalt, bucurându-se de escaladă și fără a avea a se teme semnificativ de implicațiile unei posibile căderi în traseu.

#### Escalada în teren de aventură
Escalada în teren de aventură, (numită în general tradițională ori trad) este practicată pe trasee puțin sau deloc echipate: combină escalada liberă și utilizarea exclusivă a punctelor de ancorare amobivile. Caracteristica principală a acestui tip de escaladă este aceea de a nu lăsa urme asupra stâncii parcurse, fiind astfel prietenoasă cu mediu.

#### Bouldering

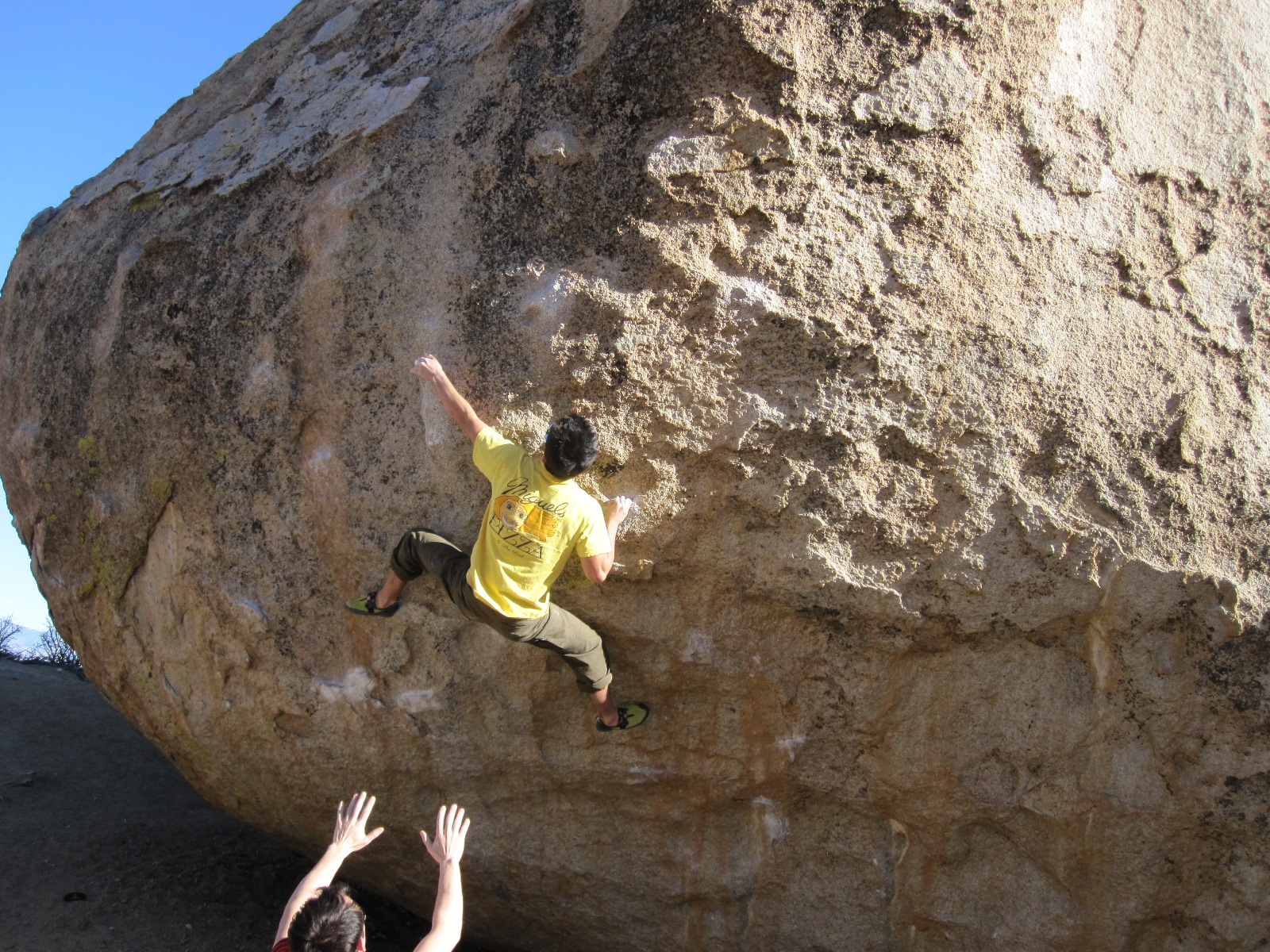
Bouldering

Boulderingul este o formă de cățărare întreprinsă fără asigurare, limitată la rute foarte scurte, astfel încât căderile să nu producă răniri foarte grave (pentru atenuare se utilizează saltele).
Pentru a reduce riscul de rănire la o cădere, practicanții urcă rareori mai mult de 3-5 metri deasupra solului. Este practicat pe pereți naturali sau artificiali în săli de sport sau în aer liber. O formă aparte a sa vizează escaladarea clădirilor, caz în care se numește buildering.

#### Escalada solitară
Escalada solitară sau solo, presupune escaladarea unor structuri naturale (pereți de stâncă, faleze etc) sau artificiale (clădiri, poduri etc), fără existența unui coechipier, dar folosind pentru auto-asigurare mijloace și tehnici specifice alpinismului tehnic.
Cățărarea fără coardă și fără nici un alt mijloc de asigurare, se numește cățărare în solo integral.
Pentru a reuși, cățărătorul solitar se bazează exclusiv pe cunoștințele tehnice (auto-asigurare) pe forma sportivă, pe tehnică și pe concentrare. De obicei se practică recunoașterea anterioară a traseului (dar nu obligatoriu), prin escaladarea lui in manieră clasică. Cățărarea se poate face la manieră rotpunkt sau nu.

### Escalada artificială
Escalada artificială (denumită și cățărare artificială) este stilul de ascensiune, pe rocă sau gheață, în care se folosesc echipamente și dispozitive care ajută la progresie. Dacă instrumentele, mai degrabă decât pentru progres, sunt utilizate în scopul exclusiv de a asigura siguranța alpinistului, cățărarea este considerată în mod obișnuit "liberă".

### Escaladă pe gheață

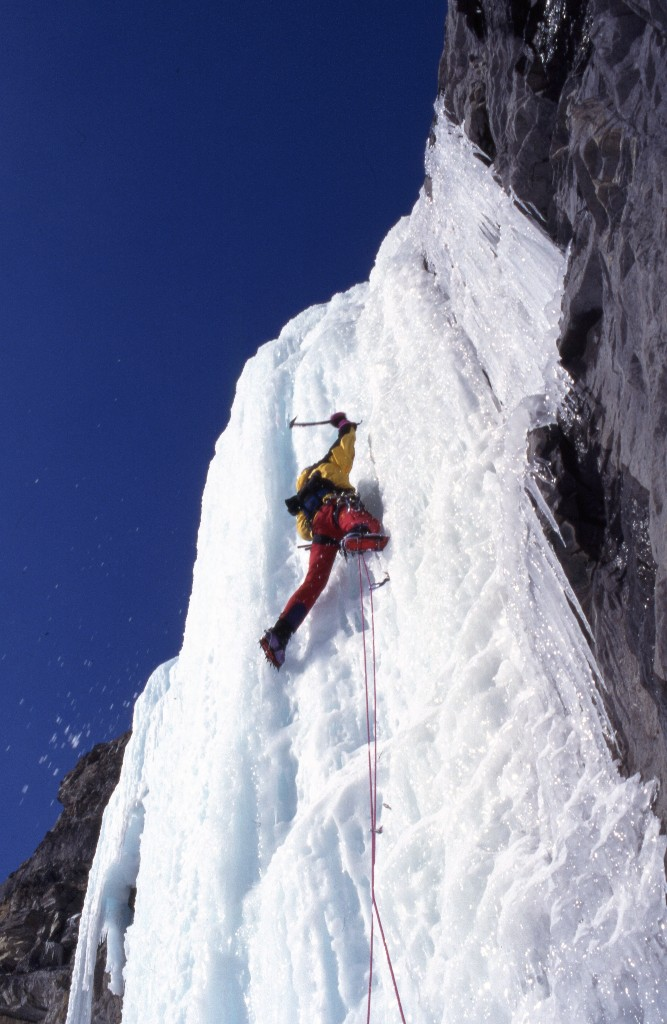
Escaladă pe gheață, ruta Oh le tabernacle din Munții Stâncoși Canadieni

Escalada pe gheață, reprezintă ascensiunea unei formațiuni de gheață înclinate. De obicei aceasta implică urcarea folosind echipament tehnic specific și protecții speciale a unor formațiuni cum ar fi cascade înghețate, stânci și fețe stâncoase acoperite cu gheață provenită din scurgerea apei.

## Aspecte tehnice

### Cotație
În escaladă și alpinism se atribue un anumit grad de dificultate rutelor pe rocă, gheață și traseelor de alpinism. Procesul de atribuire a unei note pe o rută se numește cotare și este efectuată de către deschizători rutelor. Diferitele discipline de escaladă și alpinism folosesc diferite scale de dificultate, de asemenea, în funcție de țară (Europa, Statele Unite), pot exista diferite scale:
- escaladă liberă: cotația franceză este cea mai folosită, exprimată printr-o cifră (3 - 9) urmată de o literă (a - c). Pentru gradele intermediare este folosit simbolul "+". Există și alte scale, cum ar fi UIAA, cea a Statelor Unite, Angliei sau Australiei.
- escaladă artificială: este utilizată o scară de șase grade care crește de la A0 la A5, pe baza dificultății și a cantității de facilități artificiale utilizate.
- alpinism: și în alpinism, se folosește o scară de dificultate de origine franceză care descrie în general valorile lungimii, dificultății, expunerii traseului. Gradul este exprimat cu literele F, PD, AD, D, TD, ED și ABO.

În România se folosesc în paralel un sistem clasic românesc, pentru trasee de alpinism, și sistemul UIAA pentru trasee de escaladă liberă sau sportivă.

## Echipament
- Espadrile speciale pentru cățărare, cu aunumite caracteristici tehnice ce permite adaptarea la diferitele stiluri de cățărare. Majoritatea espadrilelor au talpa flexibilă, aderență la stâncă foarte bună și o formă ergonomică adaptată după laba piciorului.
- Ham de escaladă: element de siguranță, pot fi prevăzute cu cursele pentru reglarea și ajustarea în funcție de grosimea piciorului.
- Dispozitiv Gri-Gri: coborător cu frânare asistată, realizat pentru siguranța manevrelor de coborâre.
- Opt de rapel: folosit ca dispozitiv de frânare prin frecare la coborâre, dar și pentru asigurare în trasee.
- Carabinieră sau carabă: este o verigă metalică, având ca sistem dedeschidere spre interior o clapetă. Se împart în două mari categorii: carabinere cu siguranță sau cu șurub și carabiniere fără siguranță sau fără șurub.[5]
- Bucle: folosite pentru prelungirea lanțului de asigurare în scopul micșorării forțelor de frecare rezultate din contactul corzii cu carabinierele sau prin prezența unghiurilor datorate schimbărilor de direcție pe linia traseului.[6]
- Piton: punct de asigurare, există diferite tpiri în funcție de tipul de rocă pe care este folosit
- Nucă (nut): mijloace pasive de asigurare, este compusă dintr-un corp metalic mai lat la partea de sus și mai îngust la bază, a cărui geometrie permite împănarea lui în fisurile cu formă adecvată și din cablul din oțel folosit pentru asigurare, ale cărui capete pot fi îmbinate prin sertizarea unui manșon metalic sau (la unele modele) pot fi chiar fixate în corpul nucii, folosind aliaje pentru sudură sau blocaje mecanice.[7]
- Friend

## Escaladă competițională
Competițiile de escaladă au început să aibă loc la mijlocul anilor '80. Principalele etape ale evoluției competitive a escaladei sunt:
- În 1989 se desfășoară prima Cupă mondială de escaladă-dificultate, organizată de UIAA, circuit de curse organizat anual
- În 1990 se naște Federația Română de Alpinism și Escaladă (FRAE)
- În 1991 se desfășoară primul Campionat mondial de escaladă, eveniment bienal
- În 1992 se desfășoară primul Campionat european de escaladă, eveniment bienal
- În 1998 se desfășoară prima Cupă mondială de escaladă-viteză
- În 1999 se desfășoară prima Cupă mondială de boulder
- În 2007 se naște International Federation of Sport Climbing (IFSC) despărținduse de UIAA
- În 2010 IFSC este recunoscut de CIO

### Dificultate
Obiectivul este acela de a ajunge cât mai sus într-un traseu, dintr-o singură încercare, pe un perete de 15 metri. Concurenții au la dispoziție un interval limitat de timp. Clasamentul se stabilește în funcție de înălțimea la care se plasează ultima priză atinsă și controlată, dar și de timpul de parcurgere a traseului. Rutele diferă în probele de masculine față de cele de feminine. Ele sunt resetate între calificare și finală.

### Bouldering
Obiectivul este soluționarea/ parcurgerea problemelor date într-o competiție dintr-un număr cât mai mic de încercări, într-un timp dat. Cel/ cea ce parcurge, în întregime sau parțial, un număr cât mai mare de trasee câștigă. Traseele diferă în funcție de etapa de calificare. 

### Viteză
Obiectivul este acela de parcurge un perete de 15 metri în cel mai scurt timp. Atât în probele masculine, cât și în cele feminine, sportivii concurează pe rute identice, ce nu se modifică între competiții. Cel/ cea care ajunge la top mai repede câștigă. 